# 임찬영
임찬영은 대한민국의 가수다. 2016년 싱글 《Hitbank Nuovo》로 데뷔했다.2020년 mnet< 나의 첫번재 포크스타, 포커스>에 출연하여 본선2차에 진출했다. 이후 2024년 싱글앨범<그러니까내가하려는말은>을 발매했다

## 학력
- 호원대학교 실용음악학부 보컬전공

## 방송
- 포커스 : Folk Us (2020) - Top41(17위)

## 음반
- Hitbank Nuovo (2016)

- 그러니까내가하려는말은 (2024)